# Ponte de Rubiães
El Ponte de Rubiães (en español: Puente de Rubiães), también conocido como Ponte romana de Rubiães (en español: Puente romano de Rubiães), es un puente romano sobre el río Coura. Está situado en la freguesia de Rubiães, en el municipio de Paredes de Coura, Portugal. Cuenta con tres arcos de medio punto, y es posible que haya sufrido modificaciones. Por el pasa el Camino de Santiago Portugués y está catalogado como Bien de Interés Público desde 1961.